# Oecetis albescens
Oecetis albescens är en nattsländeart som beskrevs av Martin E. Mosely 1930. Oecetis albescens ingår i släktet Oecetis och familjen långhornssländor. Inga underarter finns listade i Catalogue of Life.